# Prisons Football Club
El Tanzania Prisons Football Club és un club de futbol tanzà de la ciutat de Mbeya. El club és propietat del Servei de Presons de Tanzània. Vesteix de verd i blanc.

## Palmarès
- Lliga tanzana de futbol:[4]
  - 1999